# Havlíčkov Brod
Havlíčkov Brod (u češkom jeziku: Havlíčkův Brod) je grad u Češkoj. Nalazi se u pokrajini Vysočina te je središte istoimenog okruga. U popisu stanovništva 2021., u gradskoj općini živio je 23.255 stanovnika, od toga u samom Havlíčkovom Brodu živio u 2011. godini 21.208 stanovnika.
Do 1945. godine Havlíčkův Brod imao ime Německý Brod – u hrvatskom jeziku Njemački Brod, novo ime je dobio po znajačanom piscu, novinaru i pjesniku iz općine Havlíčkova Borová (bivše samo Borová) u blizini ovog grada – Karel Havlíček Borovský.

## Naselja
U sastavu grada Havlíčkova Broda nalazi se 14 naselja: Březinka, Havlíčkův Brod, Herlify, Jilemník, Klanečná, Květnov, Mírovka, Poděbaby, Suchá, Svatý Kříž, Šmolovy, Termesivy, Veselice i Zbožice.